# Aimé Mignot
Pour les articles homonymes, voir Mignot.
Aimé Mignot, né le 9 décembre 1932 à Aix-en-Provence (Bouches-du-Rhône) et mort le 26 mars 2022, à Villeurbanne, est un footballeur français devenu entraîneur.

## Biographie
Ce défenseur arrive à l'Olympique lyonnais (OL) à l’âge de 23 ans et termine sa carrière entre Rhône et Saône 11 saisons plus tard, en 1966. Finaliste de la Coupe de France 1963, il remporte celle de 1964 contre Bordeaux. Son but à Hambourg, le seul de sa carrière, est entré dans l'histoire de l’OL, permettant aux Lyonnais de réaliser un match nul 1 à 1 au Volksparkstadion en quarts de finale aller de la Coupe des Coupes avant de se qualifier au match retour.
Il a porté le maillot lyonnais plus de 400 fois et a lancé dans le grand bain plusieurs joueurs ayant marqué l’histoire du club, comme Bernard Lacombe. Les deux hommes sont d’ailleurs restés très liés.
De 1968 à 1976, il est l’entraîneur de l’OL à la suite de Louis Hon, où il dispute encore 2 finales de Coupe de France ; une perdue en 1971 contre Rennes et une gagnée en 1973 face à Nantes. En 1976, il part entraîner Angers jusqu’en 1979 avant de diriger Alès pendant 2 saisons.
Il cesse ensuite l’entraînement des garçons pour devenir de 1987 à 1997 le sélectionneur de l’équipe de France féminine de football.

## Palmarès

### Joueur
- Vainqueur de la Coupe de France en 1964 et finaliste en 1963 avec l'Olympique lyonnais
- Demi-finaliste de la Coupe des coupes 1964 contre le Sporting de Portugal.

### Entraîneur
- Vainqueur de la Coupe de France en 1973, et finaliste en 1971 avec l'Olympique lyonnais.
- Vainqueur de la Coupe nationale des minimes avec la Ligue Rhône-Alpes en 1994.